# Mieczysław Mokrzycki
Mieczysław Mokrzycki, né le 9 mars 1961 à Majdan Lukawiecki dans le Powiat de Rzeszów (pl) en République populaire de Pologne, est un évêque catholique polonais, archevêque de Lviv en Ukraine depuis 2008.

## Biographie
Il étudie la théologie à l'Université catholique de Lublin et est ordonné prêtre le 17 septembre 1987 par Marian Jaworski, alors administrateur apostolique de Lviv.
En 1996 il obtient un doctorat à l'Université pontificale Saint-Thomas-d'Aquin à Rome et travaille à la Congrégation pour le culte divin et la discipline des sacrements. La même année, il est également nommé second secrétaire du pape Jean-Paul II, puis, après la mort de celui-ci en 2005, second secrétaire de Benoît XVI.
Le 16 juillet 2007, ce dernier le nomme archevêque coadjuteur de Lviv en Ukraine. Il est consacré par le pape lui-même le 29 septembre suivant et le 21 octobre 2008, il succède au cardinal Marian Jaworski comme archevêque de Lviv.
Le 21 octobre 2008, il est élu président de la Conférence des évêques catholiques romains d'Ukraine en remplacement de Marian Jaworski. Il le reste jusqu’au 1er décembre 2018, date à laquelle Bronislaw Bernacki (uk) lui succède.